# Felt Racing

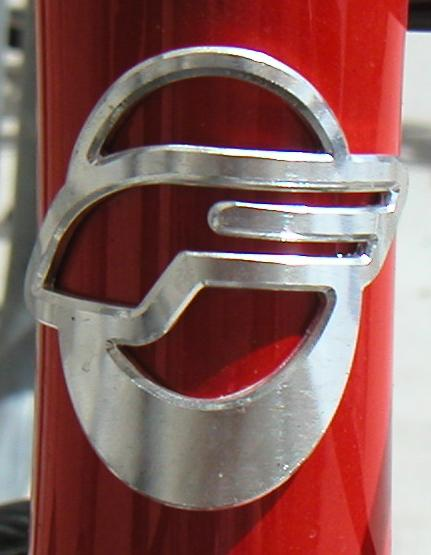
Felt head badge.

Felt Racing es un fabricante estadounidense situado en Irvine, California. Felt produce bicicletas de carretera, MTB, ciclocrós y cruisers. La compañía tiene una gran reputación en la gama de bicicleta de triatlón.

## Tecnología
Ha desarrollado el sistema de suspensión Equilink, que reduce notablemente la interferencia con el pedaleo y la frenada. Este sistema lo equipan la gama Virtue, Compulsion y Redemption.
También ha desarrollado la horquilla en bayoneta para mejorar la aerodinámica.